# Groen verfdrupje
Het groen verfdrupje (Oxycera trilineata) is een vliegensoort uit de familie van de wapenvliegen (Stratiomyidae). De wetenschappelijke naam van de soort is gepubliceerd in 1767 door Linnaeus.